# Ambasciatori austriaci in Cina
L'ambasciatore austriaco in Cina è il primo rappresentante diplomatico dell'Austria (già dell'Impero austro-ungarico) in Cina (già Impero cinese). Le relazioni diplomatiche tra i due paesi ebbero inizio nel 1883 ma vennero inizialmente gestite dall'ambasciatore imperiale in Giappone. Solo dal 1896 le due ambasciate vennero divise. I rapporti diplomatici si interruppero col crollo dell'Impero austro-ungarico e di quello cinese e ripresero solo a partire dal 1971.

## Impero austro-ungarico
1883-1896: Relazioni gestite dall'ambasciatore imperiale in Giappone
- 1896–1905: Moritz Czikann von Wahlborn (1847–1909)
- 1905–1905: Arthur von Rosthorn (Chargée d'affaires)
- 1905–1911: Eugen von Kuczyński
- 1911–1917: Arthur von Rosthorn

21 agosto 1917: Interruzione delle relazioni diplomatiche

## Repubblica austriaca
- 1971–1973: Hans Thalberg
- 1973–1974: Franz Helmut Leitner
- 1975–1977: Eduard Tschöp
- 1978–1980: Willfried Gredler
- 1980–1986: Wolfgang Wolte
- 1987–1990: Paul Ullmann
- 1990–1996: Dietrich Bukowski (-2011)
- 1996–1998: Gerhard Ziegler
- 1999–2003: Erich Buttenhauser
- 2003–2007: Hans Dietmar Schweisgut
- 2007–2012: Martin Sajdik
- 2012–2017: Irene Giner-Reichl
- 2017–2021: Friedrich Stift
- dal 2021: Andreas Riecken[3][4]